# ロントラ
ロントラ株式会社は、東京都渋谷区広尾にあるテレビ番組制作会社。
2011年、テレビ、CMなどの企画、制作、演出などの目的で設立。

## 主な制作作品

### NHK
- BSプレミアム にっぽんトレッキング100
- Eテレ まる得マガジン
- Eテレ 青山ワンセグ開発 リカゲキ
- Eテレ ジャッジ！ どうしうど

### 日本テレビ
- news every.
- スッキリ!!

### フジテレビ
- 逃走中
- 戦闘中
- FJ

### テレビ朝日
- 報道ステーション
- 長島三奈が見た甲子園～野球が僕にくれたもの
- ポータル ANNニュース&スポーツ
- TOKYO応援宣言

### テレビ東京
- FOOT×BRAIN
- 日本人として知っておくべき　戦後の５１人
- 土曜スペシャル
- チャージ730
- 生きるを伝える
- 日経スペシャル 未来世紀ジパング〜沸騰現場の経済学〜
- 7スタLIVE
- A応Pのあにむす!!

### BS日テレ
- 百年旅行～Jリーグのある風景～

### BSフジ
- 就活最前線2015きらり企業を探せ！
- 趣味人年賀状

### BS朝日
- 自分流〜"知"の探求者たち〜
- スポーツ クロス
- with チャレンジド・アスリート 未来を拓く絆
- 世界を沸かせ！
- 不屈の英雄たち
- 世界と戦った若き侍たち U18侍JAPAN同窓会
- フィギュアGPファイナル直前特番

### BSジャパン
- 日経おとなのOFF
- 地球アステク
- 私の履歴書

### BS11
- 人情ふれあい いいなぁ日本

- 日本ほのぼの散歩

- 自転車紀行 チャリ散歩

### 旅チャンネル
- まだ見ぬスペイン 古の都巡り8000km 全13話
- 一度は行きたい街巡り イタリア編 全13話

### BSスカパー
- ジャニーズJrランド

### AbemaTV
- FIFA ワールドカップ カタール 2022
- AbemaTV出てみない⁈♯1

### NewsPicks
- New School

### CM
- JBCC
- NTT docomo
- Canon
- ビックカメラ
- 靴のチヨダ
- ヴィクトリアゴルフ
- 日本テクノ

### VP
- セキスイハイム
- 戸田建設
- NTTサイバーソリューション研究所

### Webムービー
- 静岡県小山町360°VR

### ラジオ
- InterFM LOVE-1 RADIO SHOW

### イベント
- 静岡県小山町移住促進フォーラム
- Red Bull X-Fighters OSAKA オープニング演出
- ピンクリボンキャンペーンイベント演出

## 主要取引先
NHK／フジテレビ／テレビ朝日／テレビ東京／BSフジ／BS朝日／BSジャパン／BS11／AXON／日経映像／文化工房／ホリプロ／オフィス北野／REDBULL 他